# ماركوس ميرك
ماركوس ميرك (بالألمانية: Markus Merk).
من مواليد 15 مارس 1962 في كايزرسلاوترن؛ هو طبيب نساء وتوليد وحكم كرة قدم ألماني دولي سابق، نال لقب أفضل حكم كرة قدم في العالم سنة 2007.
في أول ظهور لميسي مع منتخب الأرجنتين قام ماركوس ميرك بإشهار الورقة الحمراء في حق ليو بعد ثوان من دخوله كبديل في مباراة ودية ضد هنغاريا

## حكـّم في
- كأس الأمم الأوروبية لكرة القدم 2000
- كأس العالم لكرة القدم 2002
- كأس الأمم الأوروبية لكرة القدم 2004
- كأس العالم لكرة القدم 2006.

## روابط خارجية
- ماركوس ميرك على موقع IMDb (الإنجليزية)
- ماركوس ميرك على موقع كينوبويسك (الروسية)
- ماركوس ميرك على موقع Soccerway.com (الإنجليزية)
- ماركوس ميرك على موقع أوليمبيديا (الإنجليزية)